# Ul Akhtar
Ul Akhtar, född den 1 januari 1947, är en pakistansk landhockeyspelare.
Han tog OS-silver i herrarnas landhockeyturnering i samband med de olympiska sommarspelen 1972 i München.